# Peisos petrunkevitchi
Peisos petrunkevitchi is een tienpotigensoort uit de familie van de Sergestidae. De wetenschappelijke naam van de soort is voor het eerst geldig gepubliceerd in 1945 door Burkenroad.